# Гатчино (Велізький район)
Гатчино (рос. Гатчино) — присілок Велізького району Смоленської області Росії. Входить до складу Погорєльського сільського поселення.
Населення — 8 осіб (2007 рік).